# Jarvisův ostrov
Jarvisův ostrov, anglicky Jarvis Island, je neobydlený atol nedaleko rovníku uprostřed Tichého oceánu. Leží na zhruba v polovině cesty z Havaje na Cookovy ostrovy, 2220 km jižně od Havaje, 4770 km severovýchodně od Nového Zélandu, 8760 km západně od pobřeží Ekvádoru a 1850 km východně od Howlandova a Bakerova ostrova. Jeho zřejmě nejbližším sousedem je kiribatský atol Kiritimati, který leží asi 380 km na severovýchod.
Jarvisův ostrov patří mezi tzv. nezačleněná území Spojených států amerických, pro statistické účely se ostrov někdy zařazuje pod Menší odlehlé ostrovy USA. Dříve se také jmenoval Brown Island.
Celý ostrov je chráněn coby přírodní rezervace Jarvis Island National Wildlife Refuge, spravovaná U.S. Fish and Wildlife Service pod americkým ministerstvem vnitra.
Obranu ostrova mají na starosti Spojené státy. Přestože je neobydlený, každoročně ostrov navštěvují zaměstnanci U.S. Fish and Wildlife Service.

## Dějiny
Ostrov byl objeven 21. srpna 1821 britskou lodí Eliza Francis (též Eliza Frances, ve vlastnictví Edwarda, Thomase a Williama Jarvisových a pojmenován podle jejího velitele, kapitána Browna.

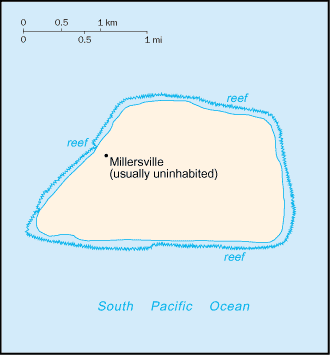
Jarvisův ostrov

Spojené státy se přihlásily k vlastnictví ostrova v březnu 1857 na základě zákona o guánových ostrovech přijatého 1856; formálně ho anektovaly 27. února 1858, ale opustily ho v roce 1879, poté co z něj byly vydolovány tuny guana.
3. června 1889 ostrov pro změnu anektovali Britové, ale jejich plány pro jeho další využití nikdy nebyly realizovány. Zásoby guana byly dolovány až do konce 19. století. Na ostrově z této doby dodnes zbyly cesty z kolejové dráhy.
Spojené státy se o ostrov znova přihlásily v roce 1935 a pokusili se ho kolonizovat v rámci stejného projektu jako Bakerův a Howlandův ostrov (26. března 1935 až 7. února 1942).
Osada Millersville v západní části ostrova se v té době příležitostně využívala jako meteorologická stanice. Krátkodobě byla obydlena vědci v roce 1957 během Mezinárodního roku geofyziky.
Od 27. června 1974 je ostrov přírodní rezervací. Vstup na něj je dovolen jen na zvláštní povolení amerického úřadu pro ryby a zvěř, které se obvykle vydává jen vědcům a výzkumníkům.

## Geografie

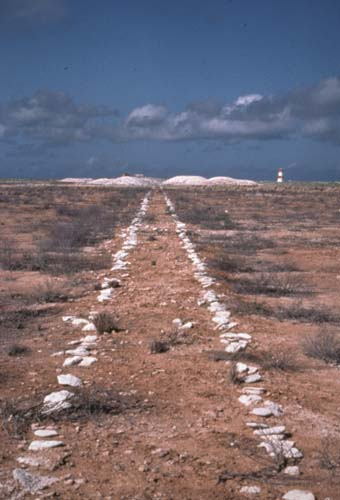
Pozůstatky železnice na přepravu guana

Ostrov leží v jižním Pacifiku, má plochu pouhých 4,5 km². Podnebí je rovníkové, s málo srážkami a pálícím sluncem. Teploty jsou trochu zmírňovány konstantním větrem. Povrch je nízký a písečný, částečně porostlý trsy trávy. Korálový ostrov obklopený úzkým zřaseným útesem. Nejvyšší bod leží jen asi 7 metrů nad hladinou moře.
Nejsou zde přístavy, lodě musí kotvit na moři a na břeh je nutné se dopravovat pomocí člunů. Ty mohou přistávat buď uprostřed západního pobřeží, nebo nedaleko jihozápadního rohu ostrova. Zhruba uprostřed západního pobřeží se nachází jednoduchý dřevěný denní maják, postavený v roce 1909.
Nejsou zde přírodní zdroje pitné vody. Vegetaci ostrova tvoří roztroušené trávy a plazivé keře. Jarvisův ostrov je především hnízdiště pro ptáky a mořské živočišstvo. Asi největším producentem guana je zde rybák černohřbetý, jehož počet na ostrově se odhaduje asi na milion jedinců.
Spojené státy si nárokují exkluzivní ekonomickou zónu 370 km (200 námořních mil) a teritoriální vody 22 km (12 námořních mil).